# Swedish Match
Swedish Match est une entreprise suédoise basée à Stockholm, spécialisée dans les allumettes et les produits à base de tabac.

## Histoire
Swedish Match a été créée en 1917 par Ivar Kreuger sous le nom de Svenska Tändsticksaktiebolaget, et a changé de nom en 1980. Elle possède Svenska Tobaks AB, fondée en 1915.
La révision de la directive de l'Union européenne sur les produits du tabac,, qui aurait pu entraîner la révision de la réglementation du snus dans l'Union européenne, actuellement uniquement autorisé en Suède, a conduit à la démission du commissaire européen John Dalli, le 16 octobre 2012. Le European Smokeless Tobacco Council (ESTOC), dont le président est le directeur des relations publiques de Swedish Match, pourrait avoir joué un rôle dans cette démission,. Le film Une affaire de principe basé sur le livre Hold-up à Bruxelles, les lobbies au cœur de l’Europe traite de cette affaire.

## Produits
- Tabac à priser sous les marques General, Ettan, Longhorn, Timber Wolf...
- Cigares et cigarillos sous les marques White Owl, Garcia y Vega...
- Tabac à chiquer sous les marques Red Man, Granger Select, Southern Pride...
- Allumettes et briquets sous les marques  Swan, Solstickan, Estrellas, Feudor, Redheads...
- Briquets jetables sous la marque Cricket.

## Actionnaires
Liste des principaux actionnaires au 1er mai 2022 :
| Actionnaire                                     | %      |
| ----------------------------------------------- | ------ |
| Capital Research & Management (World Investors) | 5,95 % |
| Fidelity Management & Research                  | 3,81 % |
| Capital Research & Management                   | 3,77 % |
| FIL Investment Advisors (UK)                    | 3,75 % |
| BlackRock Fund Advisors                         | 3,51 % |
| Swedish Match AB (autodétention)                | 3,09 % |
| Cedar Rock Capital                              | 2,96 % |
| The Vanguard Group                              | 2,61 % |
| GQG Partners                                    | 2,18 % |
| Gabelli Funds                                   | 1,95 % |